# Uromyias agraphia
Uromyias agraphia é uma espécie de ave da família Tyrannidae.
É endémica do Peru.
Os seus habitats naturais são: subtropical or tropical moist montane forests.